# Dança dos Famosos
Dança dos Famosos  é um show de talento brasileiro produzido e exibido pela TV Globo desde 20 de novembro de 2005, inspirado na versão britânica do programa Strictly Come Dancing, atualmente exibido semanalmente como quadro do programa televisivo Domingão com Huck. Inicialmente criado como um quadro do Domingão do Faustão, onde várias celebridades selecionadas competem interpretando danças de salão. 
As celebridades escolhidas apresentam-se para uma banca composta por 5 jurados, onde 3 deles fazem parte do júri artístico e 2 do júri técnico. A plateia do programa e os telespectadores também podem votar, avaliando cada casal. A cada domingo o casal que acumular menos pontos é eliminado do programa. A partir da 4.ª temporada depois que quatro casais são eliminados ocorre uma repescagem. E depois desta, homens e mulheres dançam na mesma noite.
O show teve como vencedores Karina Bacchi, Juliana Didone, Robson Caetano, Rodrigo Hilbert, Christiane Torloni, Paolla Oliveira (duas vezes), Fernanda Souza, Miguel Roncato, Rodrigo Simas, Carol Castro, Marcello Melo Jr, Viviane Araújo, Felipe Simas, Maria Joana, Léo Jaime, Kaysar Dadour, Lucy Ramos, Vitória Strada, Priscila Fantin e Tati Machado.
O quadro foi apresentado por Faustão até 2021, que foi substituído por Tiago Leifert durante à 18ª temporada devido tratamento de saúde. Neste mesmo ano, Leifert é efetivado no comando do reality, que foi elevado ao posto de programa próprio, substituindo o Domingão do Faustão. Mas em 2022, volta a se tornar um quadro de um programa dominical com apresentação de Luciano Huck.

## História
Dança dos Famosos é um show de talento, uma versão brasileiro da série britânica Strictly Come Dancing produzido e exibido na emissora televisiva Globo desde 20 de novembro de 2005. Foi exibido por 17 temporadas como um quadro do extinto programa televisivo dominical Domingão do Faustão, que foi apresentado por Fausto Silva até o dia 6 de junho de 2021.
Fausto foi substituído pelo apresentador Tiago Leifert em meio ao andamento da 18ª temporada devido ao tratamento de uma infecção urinária. No dia 17 de junho, é comunicada a saída definitiva de Fausto Silva, já anunciada em janeiro, efetivando Leifert no comando do reality. Em 2021, o quadro foi elevado ao posto de programa próprio/independente na programação da Globo, denominado Super Dança dos Famosos. retirando-se do programa Domingão do Faustão.
No início de 2022, foi anunciado que o formato retornaria como quadro, mas agora no programa televisivo Domingão com Huck, mantendo o mesmo padrão das 18 temporadas, tendo a apresentação de Luciano Huck. Cogitava-se que a atração passasse a se tornar de vez um programa próprio devido a boa audiência da Super Dança (décima oitava temporada), além de deixar os domingos, passando para as terças-feiras, e ter a apresentação de algum artista da casa, o que não aconteceu.

### Elenco
Legenda
     Apresentador
     Jurados
| Elenco              | Temporadas | Temporadas | Temporadas | Temporadas | Temporadas | Temporadas | Temporadas | Temporadas | Temporadas | Temporadas | Temporadas | Temporadas | Temporadas | Temporadas | Temporadas | Temporadas | Temporadas | Temporadas | Temporadas | Temporadas | Temporadas | Temporadas |
| Elenco              | 1          | 2          | 3          | 4          | 5          | 6          | 7          | 8          | 9          | 10         | 11         | 12         | 13         | 14         | 15         | 16         | 17         | 18         | 19         | 20         | 21         | 22         |
| ------------------- | ---------- | ---------- | ---------- | ---------- | ---------- | ---------- | ---------- | ---------- | ---------- | ---------- | ---------- | ---------- | ---------- | ---------- | ---------- | ---------- | ---------- | ---------- | ---------- | ---------- | ---------- | ---------- |
| Faustão             | ●          | ●          | ●          | ●          | ●          | ●          | ●          | ●          | ●          | ●          | ●          | ●          | ●          | ●          | ●          | ●          | ●          | ●          |            |            |            |            |
| Tiago Leifert       |            |            |            |            |            |            |            |            |            |            |            |            |            |            |            |            |            | ●          |            |            |            |            |
| Luciano Huck        |            |            |            |            |            |            |            |            |            |            |            |            |            |            |            |            |            |            | ●          | ●          | ●          | ●          |
| Ana Botafogo        | ●          | ●          | ●          | ●          | ●          | ●          | ●          | ●          | ●          | ●          | ●          | ●          | ●          | ●          | ●          | ●          | ●          | ●          | ●          | ●          | ●          | ●          |
| Fernanda Chamma     | ●          | ●          | ●          | ●          | ●          | ●          | ●          | ●          | ●          | ●          | ●          | ●          | ●          | ●          | ●          | ●          | ●          |            |            |            |            |            |
| Maria Pia Finocchio |            |            |            |            |            |            |            | ●          | ●          | ●          | ●          | ●          | ●          | ●          | ●          |            |            |            |            |            |            |            |
| J.C. Violla         |            |            |            |            |            |            |            |            |            |            |            |            |            |            |            | ●          |            |            |            |            |            |            |
| Jaime Arôxa         |            |            |            |            |            |            |            |            |            |            |            |            |            |            |            |            | ●          |            |            |            |            |            |
| Carlinhos de Jesus  |            |            |            |            |            |            |            |            |            |            |            |            |            |            |            |            |            | ●          | ●          | ●          | ●          | ●          |
| Claudia Mota        |            |            |            |            |            |            |            |            |            |            |            |            |            |            |            |            |            | ●          |            |            |            |            |
| Zebrinha            |            |            |            |            |            |            |            |            |            |            |            |            |            |            |            |            |            |            | ●          | ●          | ●          | ●          |
| Milton Cunha        |            |            |            |            |            |            |            |            |            |            |            |            |            |            |            |            |            |            |            |            |            | ●          |

## Jurados
O painel de jurados é mudado a cada semana, principalmente o júri artístico. No entanto, ao longo de sua história, o júri técnico, conta, na maioria dos episódios, com a participação de profissionais gabaritados em dança, tem presença constante da bailarina e atriz Ana Botafogo, do dançarino Carlinhos de Jesus, da bailarina Fernanda Chamma e dos coreógrafos Maria Pia Finocchio, J.C. Violla e Jaime Arôxa. A partir da 18ª. temporada, Carlinhos de Jesus e Claudia Mota passaram a ser jurados fixos do programa. Na 19.ª temporada, Zebrinha passa a ser o novo jurado, substituindo Claudia Mota, juntamente com Ana Botafogo.

## Temporadas
| Edição     | Estreia                 | Final                  | Vencedor           | 2.º colocado        | 3.º colocado        | Outros participantes em ordem de eliminação | Número de participantes |
| ---------- | ----------------------- | ---------------------- | ------------------ | ------------------- | ------------------- | --- | ----------------------- |
| 1          | 20 de novembro de 2005  | 18 de dezembro de 2005 | Karina Bacchi      | Alexandre Barillari | Daniela Escobar     | Oscar Schmidt • Felipe Dylon • Fabiana Karla | 6                       |
| 2          | 12 de fevereiro de 2006 | 26 de março de 2006    | Juliana Didone     | Kelly Key           | Pedro Bismarck      | Dado Dolabella • Sandra de Sá • Thiago Fragoso | 6                       |
| 3          | 14 de maio de 2006      | 6 de agosto de 2006    | Robson Caetano     | Stepan Nercessian   | Babi Xavier         | Daniel Erthal • Roberta Foster • Ricardo Tozzi • Mariana Felício • Oscar Magrini • Guilherme Berenguer • Preta Gil • Nívea Maria • Hortência Marcari | 12                      |
| 4          | 11 de março de 2007     | 17 de junho de 2007    | Rodrigo Hilbert    | Elaine Mickely      | Carmo Dalla Vecchia | Ellen Jabour • Roberto Guilherme • Mara Manzan • Fafá de Belém • Juan Alba • Sidney Sampaio • Cristiana Oliveira • Fernanda Vasconcellos • Sérgio Loroza | 12                      |
| 5          | 24 de fevereiro de 2008 | 11 de maio de 2008     | Christiane Torloni | Rafael Almeida      | Samara Felippo      | Dudu Nobre • Perlla • Maurício Lima • Joana Balaguer • Mariana Weickert • Francisco Cuoco • Marco Antônio Gimenez | 10                      |
| 6          | 26 de abril de 2009     | 28 de junho de 2009    | Paolla Oliveira    | Leandro Hassum      | Jonatas Faro        | Helô Pinheiro • Reginaldo Rossi • Vampeta • Rosamaria Murtinho • Katiuscia Canoro • Emanuelle Araújo • Ricardo Pereira | 10                      |
| 7          | 18 de abril de 2010     | 25 de julho de 2010    | Fernanda Souza     | Sheron Menezzes     | André Arteche       | Paulo Zulu • Wanderléa • Marcelinho Carioca • Christine Fernandes • Stênio Garcia • Ana Maria Braga • Diogo Nogueira • Letícia Birkheuer • Bruno De Luca | 12                      |
| 8          | 22 de maio de 2011      | 4 de setembro de 2011  | Miguel Roncato     | Nelson Freitas      | Odilon Wagner       | Roberta Miranda • MV Bill • Renata Kuerten • Ellen Rocche • Milena Toscano • Guilherme Winter • Raphael Viana • Mônica Martelli • Roberta Rodrigues | 12                      |
| 9          | 20 de maio de 2012      | 16 de setembro de 2012 | Rodrigo Simas      | Cláudia Ohana       | Bárbara Paz         | Fernanda Motta • Victor Pecoraro • Gaby Amarantos • Rodrigo Minotauro • Júlio Rocha • Péricles • Sthefany Brito • Monique Alfradique • Kadu Moliterno | 12                      |
| 10         | 2 de junho de 2013      | 15 de setembro de 2013 | Carol Castro       | Bruna Marquezine    | Tiago Abravanel     | Gusttavo Lima • Ana Beatriz Barros • Bia Seidl • Edílson da Silva Ferreira • Daniel Boaventura • Luana Piovani • Cacau Protásio • Adriano Garib • Klebber Toledo | 12                      |
| 11         | 3 de agosto de 2014     | 30 de novembro de 2014 | Marcello Melo Jr.  | Paloma Bernardi     | Juliana Paiva       | Vanessa Gerbelli • Luiz Carlos Miele • Lucélia Santos • Anitta • Bruno Gissoni • Anderson Di Rizzi • Lucas Lucco • Giovanna Ewbank • Giba | 12                      |
| 12         | 9 de agosto de 2015     | 6 de dezembro de 2015  | Viviane Araújo     | Arthur Aguiar       | Mariana Santos      | Flávio Canto • Érico Brás • Fernando Rocha • Françoise Forton • Bruno Boncini • Maurren Maggi • Negra Li • Agatha Moreira • Igor Rickli | 12                      |
| 13         | 28 de agosto de 2016    | 11 de dezembro de 2016 | Felipe Simas       | Sophia Abrahão      | Rainer Cadete       | Lisandra Souto • Marcelinho • Valesca Popozuda • Solange Couto • Letícia Lima • Leona Cavalli • Sidney Magal • Nego do Borel • Brenno Leone | 12                      |
| 14         | 13 de agosto de 2017    | 17 de dezembro de 2017 | Maria Joana        | Lucas Veloso        | Nicolas Prattes     | Baby do Brasil • Thiago Pereira • Raul Gazolla • Isabella Santoni • Rafael Zulu • Mariana Xavier • Joaquim Lopes • Cris Vianna • Adriane Galisteu | 12                      |
| 15         | 19 de agosto de 2018    | 16 de dezembro de 2018 | Léo Jaime          | Erika Januza        | Dani Calabresa      | Anderson Tomazini • Fiuk • Deborah Evelyn • Nando Rodrigues • Sérgio Malheiros • Pâmela Tomé • Mariana Ferrão • Danton Mello • Bia Arantes | 12                      |
| 16         | 25 de agosto de 2019    | 22 de dezembro de 2019 | Kaysar Dadour      | Dandara Mariana     | Jonathan Azevedo    | Luíza Tomé • Bruno Montaleone • Fernanda Abreu • Luis Lobianco • Matheus Abreu • Giovanna Lancellotti • Luísa Sonza • Júnior Cigano • Regiane Alves | 12                      |
| 17         | 13 de setembro de 2020  | 20 de dezembro de 2020 | Lucy Ramos         | Danielle Winits     | Giullia Buscacio    | Juliano Laham • Felipe Titto • André Gonçalves • Bruno Belluti • Isabeli Fontana • Luiza Possi • Marcelo Serrado • Zé Roberto • Guta Stresser | 12                      |
| 18 (Super) | 16 de maio de 2021      | 29 de agosto de 2021   | Paolla Oliveira    | Rodrigo Simas       | Dandara Mariana     | Nelson Freitas • Mariana Santos • Cláudia Ohana • Arthur Aguiar • Odilon Wagner • Carmo Dalla Vecchia • Robson Caetano • Juliana Didone • Christiane Torloni • Lucy Ramos • Marcello Melo Jr. • Sophia Abrahão • Tiago Abravanel • Maria Joana • Viviane Araújo                 | 18                      |
| 19         | 27 de março de 2022     | 3 de julho de 2022     | Vitória Strada     | Vitão               | Ana Furtado         | Zezé Polessa • GKay • Tierry • Xande de Pilares • Gil do Vigor • Douglas Souza • Jojo Todynho • Jéssica Ellen • Sérgio Menezes | 12                      |
| 20         | 12 de março de 2023     | 2 de julho de 2023     | Priscila Fantin    | Carla Diaz          | Rafa Kalimann       | Guito Show • Linn da Quebrada • Thiago Oliveira • Bruno Garcia • Rafael Infante • Gabriela • Nattan • Juliana Alves • Heloísa Périssé • Douglas Silva • Daiane dos Santos • Belo • Bruno Cabrerizo                                                                              | 16                      |
| 21         | 3 de março de 2024      | 7 de julho de 2024     | Tati Machado       | Amaury Lorenzo      | Lucy Alves          | Matheus Fernandes • Gabriela Prioli • Bárbara Coelho • Henri Castelli • Klara Castanho • Talitha Morete • Enrique Diaz • Lexa • MC Daniel • Micael Borges • Juliano Floss • Samuel de Assis • Barbara Reis                                                                      | 16                      |
| 22         | 3 de agosto de 2025     |                        |                    |                     |                     | Allan Souza Lima • Álvaro Xaro • Catia Fonseca • David Junior • Duda Santos • Fernanda Paes Leme • Gracyanne Barbosa • Luan Pereira • Lucas Leto • Manu Bahtidão • Nicole Bahls • Richarlyson • Rodrigo Faro • Silvero Pereira • Tereza Seiblitz • Wanessa Camargo • MC Livinho | 16                      |

## Outras aparições
Além de participarem do Dança Dos Famosos, alguns dos participantes passaram a competir em outros reality ou shows de talento.
| Participante        | Edição Dança dos Famosos | Colocação                | Reality ou talent show   | Temp. | Colocação                                      |
| ------------------- | ------------------------ | ------------------------ | ------------------------ | ----- | ---------------------------------------------- |
| Babi Xavier         | 3                        | Finalista – 3.º lugar    | A Fazenda                | 1     | Eliminada – 13.º lugar                         |
| Dado Dolabella      | 2                        | Eliminado – 6.º lugar    | A Fazenda                | 1     | Vencedor – 1.º lugar                           |
| Karina Bacchi       | 1                        | Vencedora – 1.º lugar    | A Fazenda                | 2     | Vencedora – 1.º lugar                          |
| Robson Caetano      | 3                        | Vencedor – 1.º lugar     | A Fazenda                | 7     | Eliminado – 12.º lugar                         |
| Perlla              | 5                        | Eliminada – 9.º lugar    | A Fazenda                | 10    | Eliminada – 13.º lugar                         |
| Victor Pecoraro     | 9                        | Eliminado – 11.º lugar   | A Fazenda                | 13    | Eliminado – 17.º lugar                         |
| Nego do Borel       | 13                       | Eliminado – 5.º lugar    | A Fazenda                | 13    | Expulso – 20.º lugar                           |
| André Gonçalves     | 17                       | Eliminado – 10.º lugar   | A Fazenda                | 15    | Vice Campeão – 2.º lugar                       |
| Sidney Sampaio      | 4                        | Eliminado – 7.º lugar    | A Fazenda                | 16    | Vice Campeão – 2.º lugar                       |
| Fabiana Karla       | 1                        | Eliminada – 4.º lugar    | Popstar                  | 1     | Eliminada                                      |
| Thiago Fragoso      | 2                        | Eliminado – 4.º lugar    | Popstar                  | 1     | Eliminado                                      |
| Maurren Maggi       | 12                       | Eliminada – 7.º lugar    | Made In Japão            | 1     | Vice Campeã – 2.º lugar                        |
| Renata Kuerten      | 8                        | Eliminada – 10.º lugar   | Bake Off Celebridades    | 1     | Eliminada – 6.º lugar                          |
| Karina Bacchi       | 1                        | Vencedora – 1.º lugar    | Bake Off Celebridades    | 2     | Eliminada – 8.º lugar                          |
| Babi Xavier         | 3                        | Eliminada – 3.º lugar    | Bake Off Celebridades    | 3     | Eliminada – 13.º lugar                         |
| Helô Pinheiro       | 6                        | Eliminada – 10.º lugar   | Bake Off Celebridades    | 3     | Eliminada – 5.º lugar                          |
| Victor Pecoraro     | 9                        | Eliminado – 11.º lugar   | Bake Off SBT             | 2     | Eliminado – 8.º lugar                          |
| Tiago Abravanel     | 10                       | Finalista – 3.º lugar    | Bake Off SBT             | 3     | Eliminado – 12.º lugar                         |
| Tiago Abravanel     | 10                       | Finalista – 3.º lugar    | Show dos Famosos         | 2     | Finalista – 3.º lugar                          |
| Fiuk                | 15                       | Eliminado – 11.º lugar   | Show dos Famosos         | 4     | Eliminado – 8.º lugar                          |
| Fiuk                | 15                       | Eliminado – 11.º lugar   | Big Brother Brasil       | 21    | Finalista – 3.º lugar                          |
| Rafa Kalimann       | 20                       | Finalista – 3.º lugar    | Big Brother Brasil       | 20    | Vice Campeã – 2.º lugar                        |
| Arthur Aguiar       | 12                       | Vice Campeão – 2.º lugar | Big Brother Brasil       | 22    | Vencedor – 1.º lugar                           |
| Arthur Aguiar       | 18                       | Eliminado – 15.º lugar   | Big Brother Brasil       | 22    | Vencedor – 1.º lugar                           |
| Tiago Abravanel     | 10                       | Finalista – 3.º lugar    | Big Brother Brasil       | 22    | Desistente – 16.º lugar                        |
| Tiago Abravanel     | 18                       | Eliminado – 6.º lugar    | Big Brother Brasil       | 22    | Desistente – 16.º lugar                        |
| Vitória Strada      | 19                       | Vencedora – 1.º lugar    | Big Brother Brasil       | 25    | Eliminada – 4.º lugar                          |
| Sandra de Sá        | 2                        | Eliminada – 5.º lugar    | The Masked Singer Brasil | 1     | Eliminada – 7.º lugar (Girassol)               |
| Sérgio Loroza       | 4                        | Eliminado – 4.º lugar    | The Masked Singer Brasil | 1     | Eliminado – 6.º lugar (Astronauta)             |
| Marcelinho Carioca  | 7                        | Eliminado – 10.º lugar   | The Masked Singer Brasil | 1     | Eliminado – 10.º lugar (Coqueiro)              |
| Sidney Magal        | 13                       | Eliminado – 6.º lugar    | The Masked Singer Brasil | 1     | Eliminado – 12.º lugar (Dogão)                 |
| Cris Vianna         | 14                       | Eliminada – 5.º lugar    | The Masked Singer Brasil | 1     | Finalista (Arara)                              |
| Nicolas Prattes     | 14                       | Finalista – 3.º lugar    | The Masked Singer Brasil | 1     | Vice Campeão – 2.º lugar (Monstro)             |
| Dudu Nobre          | 5                        | Eliminado – 10.º lugar   | The Masked Singer Brasil | 2     | Eliminado – 13.º lugar (Bebê)                  |
| Negra Li            | 12                       | Eliminada – 6.º lugar    | The Masked Singer Brasil | 2     | Eliminada – 6.º lugar (Pavão)                  |
| Lexa                | 21                       | Eliminada – 9.º lugar    | The Masked Singer Brasil | 2     | Eliminada – 6.º lugar (Maria Bonita)           |
| Lucy Alves          | 21                       | Finalista – 3º lugar     | The Masked Singer Brasil | 2     | Finalista – 3º lugar (Leoa)                    |
| Thiago Fragoso      | 2                        | Eliminado – 4.º lugar    | The Masked Singer Brasil | 2     | Vice Campeão – 2.º lugar (Camaleão)            |
| Erika Januza        | 15                       | Vice Campeã – 2.º lugar  | The Masked Singer Brasil | 3     | Eliminada – 13.º lugar (Broco Lee)             |
| Marcelo Serrado     | 17                       | Eliminado – 6.º lugar    | The Masked Singer Brasil | 3     | Eliminado – 12.º lugar (Milho de Milhões)      |
| Emanuelle Araújo    | 6                        | Eliminada – 5.º lugar    | The Masked Singer Brasil | 3     | Eliminada – 10.º lugar (Julieta)               |
| Solange Couto       | 13                       | Eliminada – 9.º lugar    | The Masked Singer Brasil | 3     | Eliminada – 7.º lugar (Capivara)               |
| Luiza Possi         | 17                       | Eliminada – 7.º lugar    | The Masked Singer Brasil | 4     | Eliminada – 4.º lugar (MC Porquinha)           |
| Cacau Protásio      | 10                       | Eliminada – 6.º lugar    | The Masked Singer Brasil | 5     | Eliminada – 14.º lugar (Dona Lourdes)          |
| Carmo Dalla Vecchia | 4                        | Finalista – 3.º lugar    | The Masked Singer Brasil | 5     | Eliminado – 12.º lugar (Vlad)                  |
| Douglas Silva       | 20                       | Eliminado – 7.º lugar    | The Masked Singer Brasil | 5     | Eliminado – 6.º lugar (Candinho)               |
| Jonathan Azevedo    | 16                       | Finalista – 3º lugar     | The Masked Singer Brasil | 5     | Vice Campeão – 2.º lugar (Foguinho)            |
| Kaysar Dadour       | 16                       | Vencedor – 1.º lugar     | No Limite                | 5     | Eliminado – 8.º lugar                          |
| Mariana Felício     | 3                        | Eliminada – 9.º lugar    | Power Couple Brasil      | 4     | Vice Campeã – (com Daniel Saullo) 2.º lugar    |
| Kadu Moliterno      | 9                        | Eliminado – 4.º lugar    | Power Couple Brasil      | 7     | Eliminado – (com Cristianne Menezes) 6.º lugar |
| Victor Pecoraro     | 9                        | Eliminado – 11.º lugar   | Power Couple Brasil      | 7     | Finalista – (com Rayanne Morais) 3.º lugar     |
| Sérgio Loroza       | 4                        | Eliminado – 4.º lugar    | Super Chef Celebridades  | 1     | Eliminado – 5.º lugar                          |
| Sidney Sampaio      | 4                        | Eliminado – 7.º lugar    | Super Chef Celebridades  | 2     | Vencedor – 1.º lugar                           |
| Giba                | 11                       | Eliminado – 4.º lugar    | Super Chef Celebridades  | 4     | Vencedor – 1.º lugar                           |
| Fiuk                | 15                       | Eliminado – 11.º lugar   | Super Chef Celebridades  | 4     | Vice Campeão – 2.º lugar                       |
| Giba                | 11                       | Eliminado – 4.º lugar    | Exathlon Brasil          | 1     | Desistente – 15.º lugar                        |
| Maurren Maggi       | 12                       | Eliminada – 7.º lugar    | Exathlon Brasil          | 1     | Finalista – 3.º lugar                          |
| Luana Piovani       | 10                       | Eliminada – 7.º lugar    | A Máscara                | 3     | Eliminada – 8.º lugar (Rainha de Copas)        |

## Profissionais
Negrito indica que o bailarino é um participante na presente temporada.
| Ganhou | 2.º lugar | 3.º lugar | Último lugar | Desistente |

| Profissional          | Temporada | Temporada | Temporada | Temporada | Temporada | Temporada | Temporada | Temporada | Temporada | Temporada | Temporada | Temporada | Temporada | Temporada | Temporada | Temporada | Temporada | Temporada | Temporada | Temporada | Temporada | Temporada |
| Profissional          | 1         | 2         | 3         | 4         | 5         | 6         | 7         | 8         | 9         | 10        | 11        | 12        | 13        | 14        | 15        | 16        | 17        | 18        | 19        | 20        | 21        | 22        |
| --------------------- | --------- | --------- | --------- | --------- | --------- | --------- | --------- | --------- | --------- | --------- | --------- | --------- | --------- | --------- | --------- | --------- | --------- | --------- | --------- | --------- | --------- | --------- |
| Michelle Cerbino      | 6.º       |           | 2.º       |           |           |           |           |           |           |           |           |           |           |           |           |           |           |           |           |           |           |           |
| Daiane Amêndola       | 5.º       |           |           | 11.º      |           |           | 8.º       |           |           |           |           |           |           |           |           |           |           |           |           |           |           |           |
| Marco Aurélio         | 4.º       |           |           |           |           |           |           |           |           |           |           |           |           |           |           |           |           |           |           |           |           |           |
| Edson Carneiro        | 3.º       |           |           |           |           |           |           |           |           |           |           |           |           |           |           |           |           |           |           |           |           |           |
| Aline Phyrro          | 2.º       |           |           |           |           |           |           |           |           |           |           |           |           |           |           |           |           |           |           |           |           |           |
| Fabiano Vivas         | 20px      |           |           |           |           |           |           |           |           |           |           |           |           |           |           |           |           |           |           |           |           |           |
| Beatriz Pavinni       |           | 6.º       |           |           |           |           |           |           |           |           |           |           |           |           |           |           |           |           |           |           |           |           |
| Marcelo Simões        |           | 5.º       |           |           |           |           |           |           |           |           |           |           |           |           |           |           |           |           |           |           |           |           |
| Sabrina Cabral        |           | 4.º       |           | 4.º       |           | 8.º       |           |           |           |           |           |           |           |           |           |           |           |           |           |           |           |           |
| Nana Nassif           |           | 3.º       |           |           |           |           | 3.º       |           |           |           |           |           |           |           |           |           |           |           |           |           |           |           |
| Marcelo Chocolate     |           | 2.º       |           |           | 6.º       | 5.º       |           |           | 3.º       |           |           |           |           |           |           |           |           |           |           |           |           |           |
| Leandro Azevedo       |           | 20px      |           | 10.º      |           |           |           |           | 6.º       | 20px      |           | 5.º       |           |           |           |           |           | 20px      | 3.º       | 8.º       |           |           |
| Priscila Maris        |           |           | 12.º      |           |           | 3.º       |           |           |           |           |           |           |           |           |           |           |           |           |           |           |           |           |
| Ari Paulo             |           |           | 11.º      |           |           |           |           |           |           |           |           |           |           |           |           |           |           |           |           |           |           |           |
| Carol Vieira          |           |           | 10.º      |           |           |           | 10.º      | 11.º      | 8.º       |           |           |           |           |           |           |           |           |           |           |           |           |           |
| Guilherme Abilhôa     |           |           | 9.º       |           | 9.º       |           |           |           |           |           |           |           |           |           |           |           |           |           |           |           |           |           |
| Aline Barbosa         |           |           | 8.º       |           |           |           |           |           |           |           |           |           |           |           |           |           |           |           |           |           |           |           |
| Thaiza Adaltro        |           |           | 7.º       |           |           |           |           |           |           |           |           |           |           |           |           |           |           |           |           |           |           |           |
| Átila Amaral          |           |           | 6.º       | 2.º       |           | 20px      |           |           |           | 2.º       | 3.º       |           |           |           |           |           |           |           |           |           |           |           |
| Charles Fernandes     |           |           | 5.º       |           |           |           |           |           |           |           |           |           |           |           |           |           |           |           |           |           |           |           |
| Alex de Carvalho      |           |           | 4.º       |           |           |           |           |           |           |           |           |           |           |           |           |           |           |           |           |           |           |           |
| Hélio Faria           |           |           | 3.º       |           |           |           |           |           |           |           |           |           |           |           |           |           |           |           |           |           |           |           |
| Ivonete Liberatto     |           |           | 20px      |           |           |           |           |           |           |           |           |           |           |           |           |           |           |           |           |           |           |           |
| Thiago Mendonça       |           |           |           | 12.º      |           |           |           |           |           |           |           |           |           |           |           |           |           |           |           |           |           |           |
| Luiz Kirinus          |           |           |           | 9.º       |           |           |           |           |           |           |           |           |           |           |           |           |           |           |           |           |           |           |
| Renata Mattos         |           |           |           | 8.º       | 5.º       |           |           |           |           |           |           |           |           |           |           |           |           |           |           |           |           |           |
| Carolina Nakamura     |           |           |           | 7.º       |           |           |           |           |           |           |           |           |           |           |           |           |           |           |           |           |           |           |
| Álvaro Reis           |           |           |           | 6.º       | 20px      |           |           |           |           |           |           |           |           |           |           |           |           |           | 10.°      |           |           |           |
| Kilve Costa           |           |           |           | 5.º       |           |           |           |           |           |           |           |           |           |           |           |           |           |           |           |           |           |           |
| Adriana Mattos        |           |           |           | 3.º       |           |           |           |           |           |           |           |           |           |           |           |           |           |           |           |           |           |           |
| Priscila Amaral       |           |           |           | 20px      |           |           |           |           |           |           |           |           |           |           |           |           |           |           |           |           |           |           |
| Robertha Portella     |           |           |           |           | 10.º      |           |           |           |           |           |           |           |           |           |           |           |           |           |           |           |           |           |
| Carla Prata           |           |           |           |           | 8.º       |           |           |           |           |           |           |           |           |           |           |           |           |           |           |           |           |           |
| Rogerio Mendonça      |           |           |           |           | 7.º       |           |           |           |           |           | 5.º       |           |           |           |           |           |           |           |           |           |           |           |
| Aline Alves           |           |           |           |           | 4.º       |           |           | 3.º       |           |           |           |           |           |           |           |           |           |           |           |           |           |           |
| João Ricardo Vieira   |           |           |           |           | 3.º       |           |           |           |           |           |           |           |           |           |           |           |           |           |           |           |           |           |
| Jaqueline Fernandes   |           |           |           |           | 2.º       |           |           |           |           |           |           |           |           |           |           |           |           |           |           |           |           |           |
| Rodrigo Delano        |           |           |           |           |           | 10.º      |           |           |           |           |           |           |           |           |           |           |           |           |           |           |           |           |
| Aretha Melo           |           |           |           |           |           | 9.º       | 6.º       |           |           |           |           |           |           |           |           |           |           |           |           |           |           |           |
| Henrique Mariano      |           |           |           |           |           | 7.º       |           |           |           |           |           |           |           |           |           |           |           |           |           |           |           |           |
| Mauro Fernandes       |           |           |           |           |           | 6.º       |           |           |           |           |           |           |           |           |           |           |           |           |           |           |           |           |
| Ana Flavia Simões     |           |           |           |           |           | 4.º       |           | 20px      |           | 12.º      |           |           |           |           |           |           |           |           |           |           |           |           |
| Tamara Fuchs          |           |           |           |           |           | 2.º       |           |           |           |           |           |           |           |           |           |           |           |           |           |           |           |           |
| Fernanda d'Ávila      |           |           |           |           |           |           | 12.º      |           |           |           |           |           |           |           |           |           |           |           |           |           |           |           |
| João Biasoto          |           |           |           |           |           |           | 11.º      |           |           |           |           |           |           |           |           |           |           |           |           |           |           |           |
| Gustavo Malheiros     |           |           |           |           |           |           | 9.º       |           |           |           |           |           |           |           |           |           |           |           |           |           |           |           |
| Renato Jóia           |           |           |           |           |           |           | 7.º       |           |           |           | 10.º      |           |           |           |           |           |           |           |           |           |           |           |
| Edson Modesto         |           |           |           |           |           |           | 5.º       |           |           |           |           |           |           |           |           |           |           |           |           |           |           |           |
| Fernanda Ricciopo     |           |           |           |           |           |           | 4.º       |           |           |           |           |           |           |           |           |           |           |           |           |           |           |           |
| Leticia Weiss         |           |           |           |           |           |           | 4.º       | 7.º       | 11.º      |           |           |           |           |           |           |           |           |           |           |           |           |           |
| Marcelo Grangeiro     |           |           |           |           |           |           | 2.º       |           |           |           |           | 20px      |           |           |           |           |           |           |           |           |           |           |
| Alexandre Porcel      |           |           |           |           |           |           | 20px      |           |           |           |           |           |           |           |           |           |           |           |           |           |           |           |
| Daniel Navarro        |           |           |           |           |           |           |           | 12.º      |           |           |           |           |           |           |           |           | 7.°       |           |           |           |           |           |
| Rodrigo Picanço       |           |           |           |           |           |           |           | 10.º      |           | 6.º       |           |           | 9.º       | 5.º       |           |           |           |           |           |           |           |           |
| Marcelo Amorim        |           |           |           |           |           |           |           | 9.º       |           |           |           |           |           |           |           |           |           |           |           |           |           |           |
| Diego Borges          |           |           |           |           |           |           |           | 8.º       |           |           |           |           |           |           |           |           |           |           |           |           |           |           |
| Daniele De Lova       |           |           |           |           |           |           |           | 6.º       | 4.º       |           |           |           |           |           |           |           |           |           |           |           |           |           |
| Wagner Santos         |           |           |           |           |           |           |           | 5.º       |           | 7.º       |           |           |           |           |           |           |           |           |           |           |           |           |
| Carlos Fernandes      |           |           |           |           |           |           |           | 4.º       |           |           |           |           |           |           |           |           |           |           |           |           |           |           |
| Robertha Appratti     |           |           |           |           |           |           |           | 3.º       |           |           |           |           |           |           |           |           |           |           |           |           |           |           |
| Carol Agnello         |           |           |           |           |           |           |           | 2.º       |           |           |           |           | 20px      |           |           |           |           |           |           |           |           |           |
| Fabio Cruz            |           |           |           |           |           |           |           |           | 12.º      |           |           |           |           |           |           |           |           |           |           |           |           |           |
| Bruno Galhardo        |           |           |           |           |           |           |           |           | 10.º      |           |           |           |           |           |           |           |           |           |           |           |           |           |
| Juliana Valcézia      |           |           |           |           |           |           |           |           | 9.º       | 8.º       |           | 10.º      | 3.º       |           |           |           |           |           |           |           |           |           |
| Luiza Modulo          |           |           |           |           |           |           |           |           | 7.º       |           |           |           |           |           |           |           |           |           |           |           |           |           |
| Jota Jr.              |           |           |           |           |           |           |           |           | 5.º       |           |           |           |           |           |           |           |           |           |           |           |           |           |
| Maurício Wetzel       |           |           |           |           |           |           |           |           | 3.º       |           |           |           |           |           |           |           |           |           |           |           |           |           |
| Patrick Carvalho      |           |           |           |           |           |           |           |           | 2.º       |           | 2.º       | 9.º       |           |           |           |           |           |           |           |           |           |           |
| Raquel Guarini        |           |           |           |           |           |           |           |           | 20px      |           | 20px      |           |           |           |           |           |           |           |           |           |           |           |
| Rodrigo Ramalho       |           |           |           |           |           |           |           |           |           | 11.º      |           |           |           |           |           |           |           |           |           |           |           |           |
| Lidiane Rodrigues     |           |           |           |           |           |           |           |           |           | 10.º      |           |           |           |           |           |           |           |           |           |           |           |           |
| Edson Almeida         |           |           |           |           |           |           |           |           |           | 9.º       |           |           |           |           |           |           |           |           |           |           |           |           |
| Deny Ronaldo          |           |           |           |           |           |           |           |           |           | 6.º       | 12.º      |           |           |           |           |           |           |           |           |           |           |           |
| Aline Riscado         |           |           |           |           |           |           |           |           |           | 5.º       | 11.º      |           |           |           |           |           |           |           |           |           |           |           |
| Ivi Pizzott           |           |           |           |           |           |           |           |           |           | 4.º       |           | 12.º      |           |           |           |           |           |           |           |           |           |           |
| Ana Paula Guedes      |           |           |           |           |           |           |           |           |           | 3.º       | 6.º       | 8.º       |           |           |           | 5.º       |           | 8.°       |           |           |           |           |
| Magno Dutra           |           |           |           |           |           |           |           |           |           |           | 9.º       |           |           |           |           |           |           |           |           |           |           |           |
| Gabrielle Cardoso     |           |           |           |           |           |           |           |           |           |           | 8.º       | 11.º      |           |           |           |           |           |           | 2.°       | 13.º      | 10.º      |           |
| Tainá Grando          |           |           |           |           |           |           |           |           |           |           | 7.º       |           |           |           |           |           |           |           |           |           |           |           |
| Saulo Rangel          |           |           |           |           |           |           |           |           |           |           | 5.º       |           |           |           |           |           |           |           |           |           |           |           |
| Camila Lobo           |           |           |           |           |           |           |           |           |           |           | 4.º       |           | 6.º       |           |           |           |           |           |           | 5.º       | 2.°       |           |
| Roberto Mota          |           |           |           |           |           |           |           |           |           |           |           | 7.º       |           |           |           |           |           |           |           |           |           |           |
| Edgar Fernandes       |           |           |           |           |           |           |           |           |           |           |           | 6.º       |           |           |           |           |           |           |           |           |           |           |
| Suelen Morimoto       |           |           |           |           |           |           |           |           |           |           |           | 4.º       |           |           | 7.º       |           |           |           |           |           |           |           |
| Marcus Lobo           |           |           |           |           |           |           |           |           |           |           |           | 3.º       | 12.º      | 4.º       | 8.º       | 12.º      | 4.º       |           | 5.º       |           |           |           |
| Mayara Araújo         |           |           |           |           |           |           |           |           |           |           |           | 2.º       |           | 3.º       |           | 20px      |           |           |           |           |           |           |
| Áureo Lustosa         |           |           |           |           |           |           |           |           |           |           |           |           | 11.º      |           |           |           |           |           |           |           |           |           |
| Yanca Guimarães       |           |           |           |           |           |           |           |           |           |           |           |           | 11.º      | 8.º       |           |           |           | 14.º      |           |           |           |           |
| Bruno Franchi         |           |           |           |           |           |           |           |           |           |           |           |           | 10.º      |           |           |           |           | 7.°       |           |           |           |           |
| Rafael Scauri         |           |           |           |           |           |           |           |           |           |           |           |           | 8.º       | 11.º      |           |           |           |           |           |           |           |           |
| André Uzeda           |           |           |           |           |           |           |           |           |           |           |           |           | 7.º       |           |           |           |           |           |           |           |           |           |
| Juliana Fructuozo     |           |           |           |           |           |           |           |           |           |           |           |           | 5.º       |           |           |           |           |           |           |           |           |           |
| Rachel Drodowsky      |           |           |           |           |           |           |           |           |           |           |           |           | 4.º       |           |           |           |           |           |           |           |           |           |
| Rodrigo Oliveira      |           |           |           |           |           |           |           |           |           |           |           |           | 2.º       | 12.º      | 10.º      |           |           | 4.°       |           |           |           |           |
| Nathalia Zannin       |           |           |           |           |           |           |           |           |           |           |           |           |           | 11.º      |           |           | 12.º      |           |           |           |           |           |
| Pâmella Gomes         |           |           |           |           |           |           |           |           |           |           |           |           |           | 10.º      |           |           |           |           |           |           |           |           |
| Diego Maia            |           |           |           |           |           |           |           |           |           |           |           |           |           | 9.º       |           |           |           | 3.°       |           |           | 20px      |           |
| Léo Santos            |           |           |           |           |           |           |           |           |           |           |           |           |           | 7.º       |           | 6.º       |           |           |           |           |           |           |
| Tati Scarletti        |           |           |           |           |           |           |           |           |           |           |           |           |           | 6.º       | 9.º       | 3.º       |           | 15.º      |           |           | 13.º      |           |
| Nathália Melo         |           |           |           |           |           |           |           |           |           |           |           |           |           | 2.º       |           |           |           |           |           |           |           |           |
| Reginaldo Sama        |           |           |           |           |           |           |           |           |           |           |           |           |           | 20px      | 3.º       | 4.º       | 20px      |           |           |           |           |           |
| Juliana Acácio        |           |           |           |           |           |           |           |           |           |           |           |           |           |           | 12.º      |           |           |           |           |           |           |           |
| Érica Rodrigues       |           |           |           |           |           |           |           |           |           |           |           |           |           |           | 11.º      |           |           |           |           |           |           |           |
| Ricardo Espeschit     |           |           |           |           |           |           |           |           |           |           |           |           |           |           | 6.º       |           |           |           |           |           |           |           |
| Brennda Martins       |           |           |           |           |           |           |           |           |           |           |           |           |           |           | 5.º       |           | 11.º      | 6.°       |           |           |           |           |
| Jefferson Bilisco     |           |           |           |           |           |           |           |           |           |           |           |           |           |           | 4.º       |           |           | 9.°       |           | 11.º      | 15.º      |           |
| Elias Ustariz         |           |           |           |           |           |           |           |           |           |           |           |           |           |           | 2.º       |           |           |           |           |           |           |           |
| Larissa Parison       |           |           |           |           |           |           |           |           |           |           |           |           |           |           | 20px      |           |           |           |           |           | 5.º       |           |
| Jaque Ciocci          |           |           |           |           |           |           |           |           |           |           |           |           |           |           |           | 11.º      |           | 8.°       |           |           |           |           |
| Igor Maximiliano      |           |           |           |           |           |           |           |           |           |           |           |           |           |           |           | 10.º      | 8.º       | 11.°      |           |           |           |           |
| Francielle Pimenta    |           |           |           |           |           |           |           |           |           |           |           |           |           |           |           | 9.º       |           |           |           |           |           |           |
| Larissa Lannes        |           |           |           |           |           |           |           |           |           |           |           |           |           |           |           | 8.º       |           | 12.º      |           |           |           |           |
| Daniel Norton         |           |           |           |           |           |           |           |           |           |           |           |           |           |           |           | 2.º       | 7.º       |           |           | 6.º       | 12.º      |           |
| Bruna Santos          |           |           |           |           |           |           |           |           |           |           |           |           |           |           |           |           | 9.º       | 13.º      |           |           |           |           |
| Beatriz Larrat        |           |           |           |           |           |           |           |           |           |           |           |           |           |           |           |           | 6.º       | 12.°      |           |           |           |           |
| Gabriela Baltazar     |           |           |           |           |           |           |           |           |           |           |           |           |           |           |           |           | 5.º       |           |           |           |           |           |
| Fernando Schellenberg |           |           |           |           |           |           |           |           |           |           |           |           |           |           |           |           | 2.º       |           |           |           |           |           |
| Léo Gomes             |           |           |           |           |           |           |           |           |           |           |           |           |           |           |           |           |           | 9.°       |           |           |           |           |
| Heron Leal            |           |           |           |           |           |           |           |           |           |           |           |           |           |           |           |           |           | 16.º      |           |           |           |           |
| Zazá Ferrer           |           |           |           |           |           |           |           |           |           |           |           |           |           |           |           |           |           | 7.°       |           |           |           |           |
| Élcio Bonazzi         |           |           |           |           |           |           |           |           |           |           |           |           |           |           |           |           |           | 17.º      |           |           |           |           |
| Marcus Viana          |           |           |           |           |           |           |           |           |           |           |           |           |           |           |           |           |           | 5.°       |           |           |           |           |
| Paula Santos          |           |           |           |           |           |           |           |           |           |           |           |           |           |           |           |           |           | 18.º      |           |           | 8.º       |           |
| Nathália Ramos        |           |           |           |           |           |           |           |           |           |           |           |           |           |           |           |           |           | 2.°       |           |           | 7.º       |           |
| Mayara Rosa           |           |           |           |           |           |           |           |           |           |           |           |           |           |           |           |           |           |           | 8.º       |           |           |           |
| Rolon Ho              |           |           |           |           |           |           |           |           |           |           |           |           |           |           |           |           |           |           | 6.º       | 20px      |           |           |
| Beatriz Marques       |           |           |           |           |           |           |           |           |           |           |           |           |           |           |           |           |           |           | 7.º       | 10.º      |           |           |
| Rodrigo Thomaz        |           |           |           |           |           |           |           |           |           |           |           |           |           |           |           |           |           |           | 11.º      |           |           |           |
| Carla Bruno           |           |           |           |           |           |           |           |           |           |           |           |           |           |           |           |           |           |           | 10.º      |           |           |           |
| Mariana Torres        |           |           |           |           |           |           |           |           |           |           |           |           |           |           |           |           |           |           | 4.º       | 12.º      |           |           |
| Hugo Frade            |           |           |           |           |           |           |           |           |           |           |           |           |           |           |           |           |           |           | 12.º      | 15.º      |           |           |
| Lore Improta          |           |           |           |           |           |           |           |           |           |           |           |           |           |           |           |           |           |           | 9.º       |           |           |           |
| Aline Ramos           |           |           |           |           |           |           |           |           |           |           |           |           |           |           |           |           |           |           |           | 7.º       | 16.º      |           |
| Bruno Diaz            |           |           |           |           |           |           |           |           |           |           |           |           |           |           |           |           |           |           |           | 9.º       |           |           |
| Diego Basílio         |           |           |           |           |           |           |           |           |           |           |           |           |           |           |           |           |           |           |           | 2.º       | 9.º       |           |
| Fernando Perrotti     |           |           |           |           |           |           |           |           |           |           |           |           |           |           |           |           |           |           |           | 3.º       | 3.º       |           |
| Hadassa Baptista      |           |           |           |           |           |           |           |           |           |           |           |           |           |           |           |           |           |           |           | 14.º      |           |           |
| Ju Paiva              |           |           |           |           |           |           |           |           |           |           |           |           |           |           |           |           |           |           |           | 4.º       |           |           |
| Mariana Gomes         |           |           |           |           |           |           |           |           |           |           |           |           |           |           |           |           |           |           |           | 16.º      |           |           |
| Dani Duram            |           |           |           |           |           |           |           |           |           |           |           |           |           |           |           |           |           |           |           |           | 6.º       |           |
| Dennis Dinelle        |           |           |           |           |           |           |           |           |           |           |           |           |           |           |           |           |           |           |           |           | 11.º      |           |
| Vinícius Mello        |           |           |           |           |           |           |           |           |           |           |           |           |           |           |           |           |           |           |           |           | 4.º       |           |
| Vitor Avellar         |           |           |           |           |           |           |           |           |           |           |           |           |           |           |           |           |           |           |           |           | 14.º      |           |
| Linekee Ayres         |           |           |           |           |           |           |           |           |           |           |           |           |           |           |           |           |           |           |           |           |           |           |
| Eduardo Rangel        |           |           |           |           |           |           |           |           |           |           |           |           |           |           |           |           |           |           |           |           |           |           |
| Monique Santos        |           |           |           |           |           |           |           |           |           |           |           |           |           |           |           |           |           |           |           |           |           |           |
| Jaque Paraense        |           |           |           |           |           |           |           |           |           |           |           |           |           |           |           |           |           |           |           |           |           |           |
| Thais Sousa           |           |           |           |           |           |           |           |           |           |           |           |           |           |           |           |           |           |           |           |           |           |           |
| Luca Carvalho         |           |           |           |           |           |           |           |           |           |           |           |           |           |           |           |           |           |           |           |           |           |           |
| Mariana Fernandes     |           |           |           |           |           |           |           |           |           |           |           |           |           |           |           |           |           |           |           |           |           |           |